# افسون‌زدایی (مجموعه تلویزیونی)
افسون‌زدایی (به انگلیسی: Disenchantment) که در ایران با نام طلسم شدگان شناخته می‌شود، یک مجموعه تلویزیونی پویانمایی ویژهٔ بزرگسالان است که در سبک کمدی-فانتزی توسط مت گرینیگ ساخته شده‌است. این مجموعه در ۵۰ قسمت و در پنج فصل می‌باشد.
این مجموعه از سال ۲۰۱۸ در شبکه نت‌فلیکس پخش می‌شود. سازندهٔ این مجموعه قبلاً سیمپسون‌ها و فیوچراما را برای فاکس و کمدی سنترال ساخته‌است. این انیمیشن در دوران پادشاهی قرون‌وسطی در سرزمینی به نام دریم‌لند را روایت می‌کند؛ جایی که اتفاقات، آن‌گونه که باید پیش نمی‌روند. داستان سریال در رابطه با اشتباهات یک شاهدخت به‌نام تیابینی (بین) است که با یک کوتولهٔ سبز رنگ (اِلف) به نام اِلفو و یک شیطان کوچک به نام لوسی او را در ماجراجویی‌هایش همراهی می‌کنند.
این مجموعه به پدیدهٔ دوست داشتن می‌پردازد و این‌که چگونه می‌توان در دنیایی که پر از رنج و سختی است، خندید؛ آن هم با وجود سخنانی که همیشه راجع به موجودات ماورایی، جادوگران و به‌طور کلی دربارهٔ موجودات عجیب‌الخلقه می‌شنویم.
این مجموعه تنها تولید گرینیگ است که منحصراً در Netflix ارائه می‌شود. این مجموعه در پادشاهی فانتزی قرون وسطایی Dreamland اتفاق می‌افتد، این سریال داستان Bean، یک شاهزاده خانم عصیانگر و الکلی، همراه با همسفر ساده لوح او، الفو، و «دیو شخصی» مخرب او لوسی را دنبال می‌کند.
افسون‌زدایی با صدای ابی جیکوبسون، اریک آندره، نات فاکسون، جان دی مگگیو، ترس مک‌نیل، مت بری، دیوید هرمان، موریس لامرچ، لوسی مونتگومری و بیلی وست تولید شده‌است. سی قسمت این مجموعه ابتدا توسط نتفلیکس سفارش داده شد و ده قسمت اول آن در تاریخ ۱۷ اوت ۲۰۱۸ منتشر شد و قسمت‌های باقی مانده در ۲۰ سپتامبر ۲۰۱۹ منتشر شد. در اکتبر سال ۲۰۱۸، افسون‌زدایی برای بیست قسمت در فصل دوم تمدید شده و در سالهای ۲۰۲۰ و ۲۰۲۱ منتشر شد. همچنین فصل چهارم در ۲۰۲۲ و فصل پنجم در ۲۰۲۳ پخش شده است.

## داستان
شاهدختی که برای حفظ اتحاد پادشاهی به ازدواج با مردی مجبور شده هست به‌طور اتفاقی با یک شیطان و یک اِلف دوست می‌شود و ...
فصل دوم این انیمیشن در تاریخ ۲۰ اوت ۲۰۱۹ منتشر گردید. این فصل دنبالهٔ فصل اول یا به اصطلاح نیمه دوم این فصل می‌باشد و شامل ۱۰ قسمت است. در قسمت اول این فصل، تیابینی متوجه رازهای پنهانی در خانواده اش می شود...
شبکه نتفلیکس تاریخ انتشار فصل سوم سریال Disenchantment (افسون زدایی) را  که در ۱۰ قسمت تولید شده، در تاریخ ۱۵ ژانویه ۲۰۲۱ (۲۶ دی)  اعلان کرد که از این سرویس استریم منتشر  شد. همچنین نتفلیکس اولین تریلر فصل سوم انیمیشن Disenchantment را نیز منتشر کرده است که در آن پرنسس بین باید با سرنوشت خود، بازگشت مادرش و توطئه‌هایی که علیه او در حال انجام است، مواجه شود و در طول این تریلر شاهد نمایش تصاویر زیادی از اتفاقات فصل سوم این انیمیشن سریالی هستیم و در ادامه می‌توانید این تریلر را ازطریق یوتیوب تماشا کنید.

## گویندگان
- ابی جکوبسون به عنوان بین[۲]
- نت فکسون به عنوان الفو[۲]
- اریک آندره به عنوان لوسی[۲]
- جان دیماجیو به عنوان پادشاه زاگ[۲]
- بیلی وست به عنوان جادوگر[۲]
- موریس لامارچ به عنوان وزیر آدوال[۲]
- ترس مک‌نیل به عنوان ملکه اونا[۲]
- دیوید هرمان[۲]
- مت بری به عنوان شاهزاده مرکیمل[۲]
- جنی باتنت به عنوان تس غول[۲]
- ریچ فولچر به عنوان کلوید[۲]
- نول فیلدینگ[۲]
- لوسی مونتگومری به عنوان بانتی[۲]
- شارون هورگان به عنوان ملکه داگمار (مادر بین)[۲]

## گویندگان فارسی
موسسه فرهنگی هنری سورن
- مینا مومنی به عنوان بین[۵]
- علیرضا وارسته به عنوان الفو[۵]
- آیدین الماسیان به عنوان لوسی[۵]
- علیرضا وارسته به عنوان پادشاه زاگ[۵]
- ایدین الماسیان به عنوان جادوگر[۵]
- عرفان هنربخش به عنوان وزیر آدوال[۵]
- راضیه فهیمی به عنوان ملکه اونا[۵]
- عباس چهاردهی به عنوان شاهزاده مرکیمل[۵]
- راضیه فهیمی به عنوان کلوید[۵]
- ...[۵]
- لوسی مونتگومری به عنوان بانتی[۵]
- مینا مومنی به عنوان ملکه داگمار (مادر بین)[۵]

مدیر دوبلاژ: علیرضا وارسته
مترجم: سارا احمد زاده
صداپرداز: رضا سلطانی
(تا کنون پنج فصل توسط موسسه فرهنگی هنری سورن دوبله شده است)

## یادداشت
1. 1 2 3  Credited as co-executive producer.
2. ↑  Credited as supervising producer.
3. 1 2 3  Credited as co-producer.